# Giovanni Giuseppe Piccini
Giovanni Giuseppe Piccini (Vilminore di Scalve, 12 settembre 1661 – Bergamo, 1725) è stato uno scultore italiano.

## Biografia
Figlio di Viviano e Maria Semperboni originaria di Lizzola, nacque a Nona, piccola frazione di Vilminore di Scalve. Fin da piccolo fu mandato a studiare nella bottega di intagliatori della famiglia Capitanio probabilmente grazie al parroco di Nona che era parente degli artisti. A undici anni è documentata la sua presenza nella bottega di Carlo Ramus, fratello di Pietro Ramus che stava lavorando alla realizzazione del pulpito della chiesa di Vilminore di Scalve. Spostandosi poi a Tirano alla bottega di Pietro come documenterà Francesco Tassi. Ma questo periodo fu breve, infatti il maestro morì solo nove mesi dopo. Toccò al Piccini il lavoro di finitura del paliotto per l'altare della chiesa maggiore della Chiesa di San Girolamo (Cedegolo). Il Tassi osò scrivere che il giovane riuscì a essere migliore del suo maestro; scriverà di lui: La somma diligenza e attenzione usata nell'intagliare il legno di Gio. Giuseppe Picini, merita che si parli di lui con quella laude, della quale sono degne le sue ragionevoli sculture.
Le prime opere del giovane Piccini presentarono tutte le caratteristiche artistiche imparate dal suo maestro. 

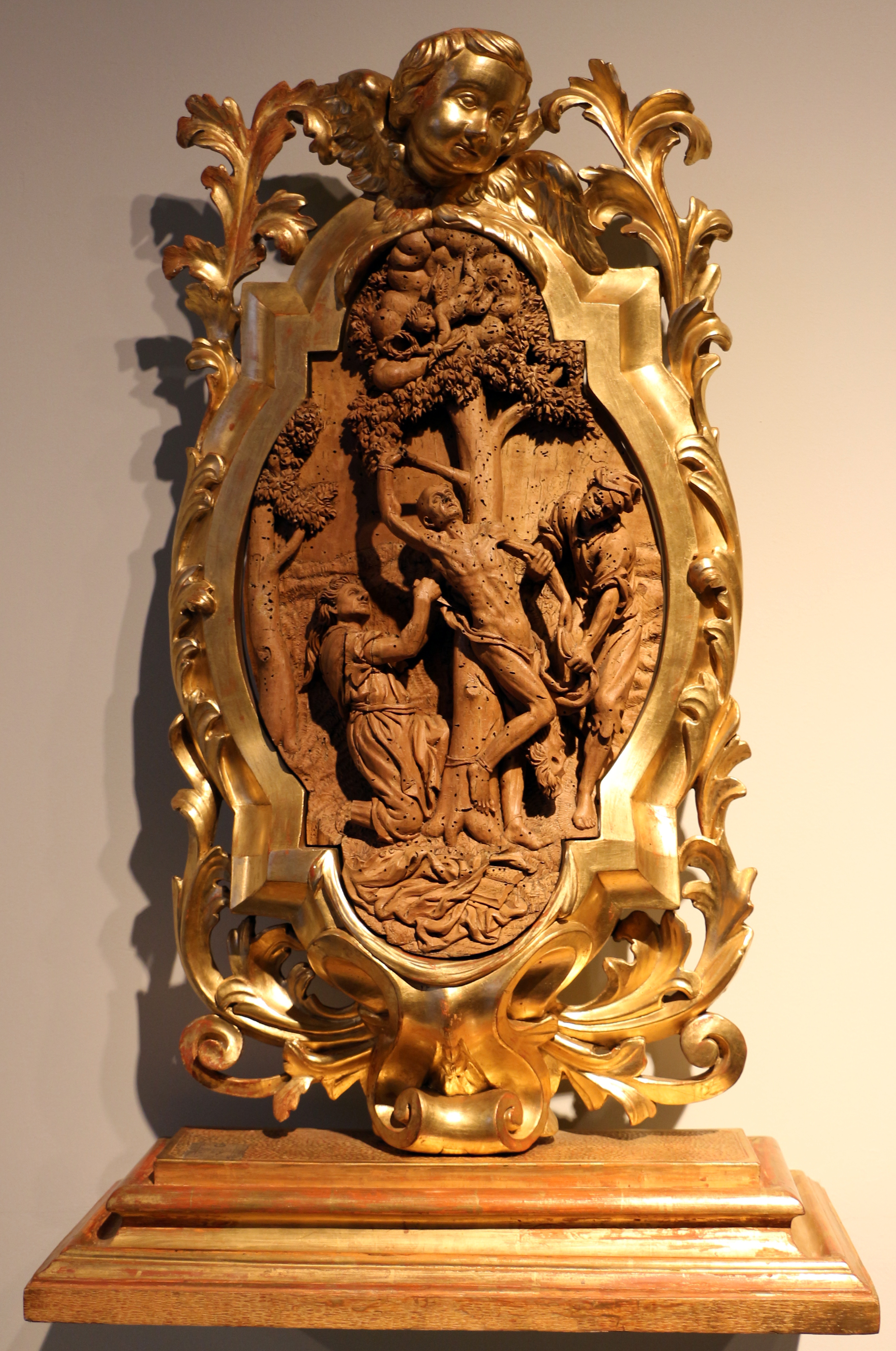
Giovanni Giuseppe Piccini, Scene di martirio, 1710-20 ca.

I suoi primi lavori li eseguì per le chiese delle sue località native, a Nona con la realizzazione dell'altare dell'Immacolata per la chiesa della Natività, come risulta in archivio parrocchiale la decisione del 10 febbraio 1688 di creare un altare, e a Lizzola realizzando l'altare del Rosario della chiesa di San Bernardino. In queste opere si nota la vicinanza con i lavori di Grazioso Fantoni, in particolare con l'armadio conservato presso la sagrestia della basilica di San Martino di Alzano Lombardo.
La prima importante commissione è registrata il 26 gennaio 1691. Doveva realizzare il paliotto dell'altare maggiore della chiesa di San Girolamo a Cedegolo, su disegno di Gio. Giacomo Panzerino, che era il presidente della chiesa. L'opera è stata pagata in due tranche, la prima entro il giorno di San Martino del medesimo anno e la seconda il giorno di Pasqua del 1692. Il paliotto faceva da completamento all'altare che era stata eseguito dal Ramus con il Piccini e probabilmente con Andrea Fantoni che risulta iscritto alla scuola della medesima bottega, dal padre Grazioso nel 1675. Il confronto fra quest'opera e quelle precedenti ne confermano l'autenticità dell'autore. I volti, nella riproduzione dei nasi e delle arcate sopraciliari delle opere, sono completamente sovrapponibili, anche se la plasticità di alcuni personaggi dei 41 raffigurati nel paliotto, indicano la sua capacità di rielaborare studi portandoli a una propria personale riproduzione.
Ci furono più punti di contatto tra il Fantoni e il Piccini, infatti questo aveva stimato alcuni lavori del rovettese come il tabernacolo della chiesa parrocchiale di Rovetta, e il Piccini aveva collaborato attivamente alla bottega dei Fantoni, ma probabilmente si creò anche un clima d'invidia e di rivalità tra i due artisti coetanei. Pare infatti che fosse: «Era pauroso, timido e diffidente. Essendo corsa voce che il Ramus di lui maestro fosse morto di veleno propinatogli dall'invidia di qualche emulo, non volle mai mangiare nè bere in casa di chi eragli confratello in professione».

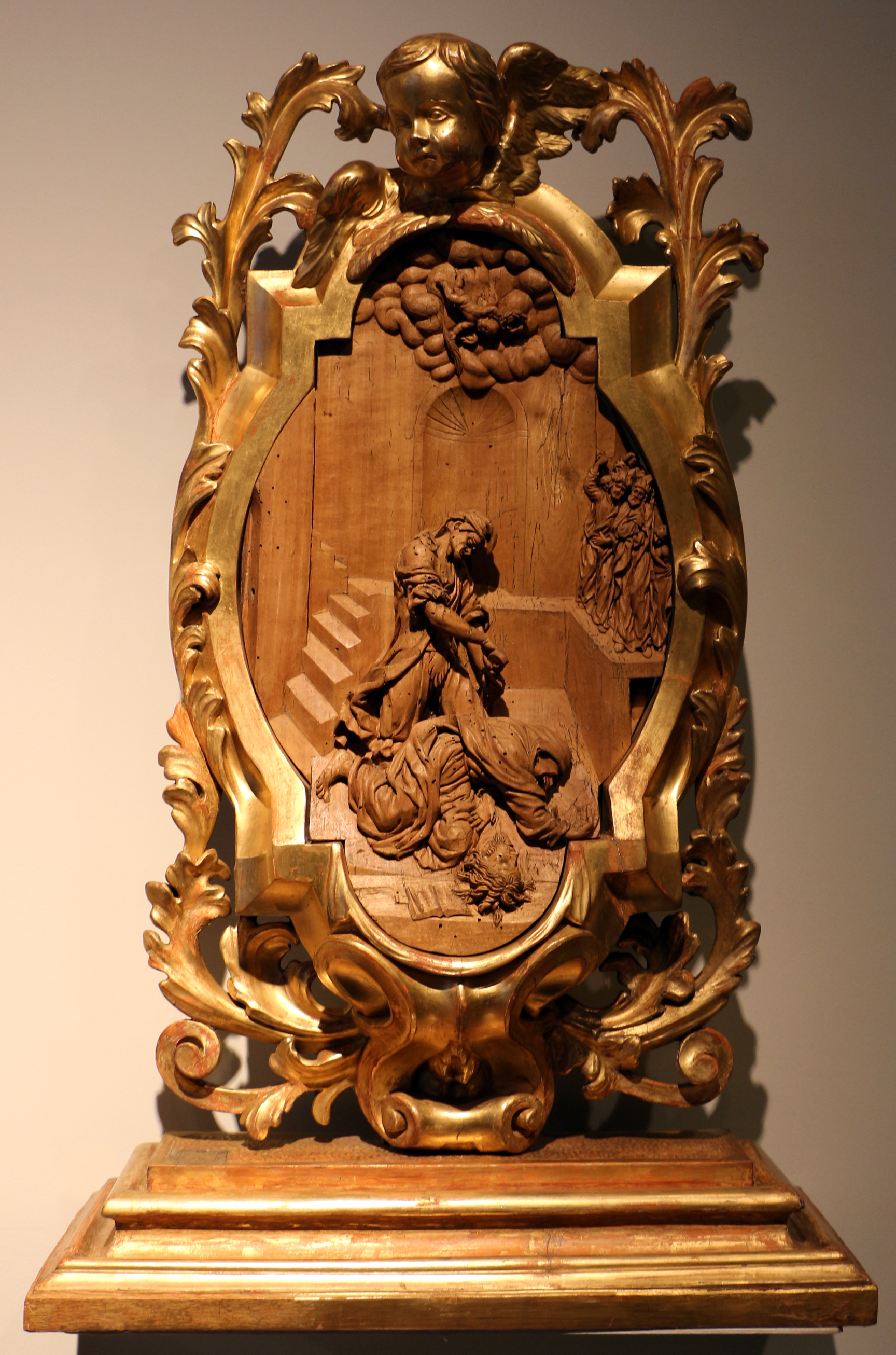
Castello Sforzesco di Milano-Scene di martirio

Preferì sempre lavorare da solo accettando le commissioni nelle province di Bergamo, Brescia e Milano. Sono famosi i suoi medaglioni scolpiti in legno di bosso.
Tra le sue opere quella che maggiormente impegnò il Piccini è il quadretto del Naufragio dei discepoli, intaglio che eseguì per il conte Carlo IV Borromeo e conservato all'Isola Bella. Quest'opera tanto piacque al cavaliere che oltre a pagare generosamente l'artista, lo invitò a trasferirsi presso la sua dimora; ma il Piccini era persona timida e schiva e come testimonia il Tassi desideroso sempre di ritornare nella sua valle tra le sue selve.
Caratteristica dei suoi lavori è dare a ogni scultura, pur piccola, una composizione classica dell'architettura dando agli elementi raffigurati una grande eleganza. In particolare ricevette commissioni per piccole opere, che richiedevano grande cura nei particolari, forse questa fu anche una sua scelta. Scrive il critico e storico bresciano don Alessandro Sina: di preferenza si diede a comporre lavorucci in bosso ed in noce, figurettine e medagliette in bassorilievo, che per brio d'invenzione e per esecuzione graziosissima, gli acquistarono molte lodi. Perciò abbiamo di lui in discreto numero, crocifissi, inginocchiatoi, e specialmente in Valle Camonica, paliotti di altare che destano ancor oggi l'ammirazione di tutti, e nei quali, se qualche volta segue la scuola dei Ramus, tal'altra se ne discosta».

## Studio di un'opera

### Inginocchiatoio
Tra le molte opera lignee eseguite dal Piccini oggetto di un grande restauro è l'inginocchiatoio conservato nel Museo Poldi Pezzoli di Milano con (inventario n.1158), ma proveniente dalla chiesa di Santa Maria Degli Angeli di Lugano. L'opera era stata realizzata dall'artista verso il 1710, e fa parte di una serie di lavori eseguiti dopo aver eseguito il paliotto di Cedegolo alla fine del XVII secolo che per l'alta qualità di esecuzione gli diede molta notorietà, opera che era stata eseguita probabilmente in collaborazione con gli artisti Fantoni e Ranus. L'artista aveva raggiunto la sua massima qualità come evidenziano opere del medesimo periodo. 
L'inginocchiatoio era stato realizzato per la chiesa mariana di Lugano, e quando questa fu soppressa divenne di proprietà, per acquisto, del collezionista Gian Giacomo Poldi Pezzoli d'Albertone durante la sua permanenza nella città Svizzera con la madre nel biennio 1848-1849. L'oggetto fu poi portato nella sua abitazione milanese quale arredo della camera da letto, dove viene inserito in un dipinto dall'artista Luigi Bisi, sarà poi l'architetto Giuseppe Ripamonti a completare l'arredo della camera, con letto, armadio e comodino come pendant dell'opera nel 1852.
La scultura è stata realizzata con due diverse tipologia di legno, quello di noce, più scuro e di bosso più biondo, e racconta più parti delle Sacre Scritture. Con una particolarità intensa di dettagli nella parte inferiore Piccini raffigura Daniele nella fossa dei leoni. Centrale la scena della Discesa dalla croce inserita decorazioni vegetali e dalla rappresentazione dei quattro evangelisti. Lateralmente due drappi sono sorretti da angioletti, che hanno nella parte inferiore la raffigurazione della Chiesa e della Sinagoga. Su due piccole basi esterne sono scolpite le statuette del profeta Elia e del re David con sopra gli dèi dei venti Eolo e Nettuno. Il gradino è preceduto dall'alzata dove nella formella centrale è raffigurato il Purgatorio nelle sembianze di un mostro che apre le sue fauci, dove si perdono le anime dei peccatori. L'opera termina con un ostensorio avvolto in un veto e putti. Sul lato sinistro vi è un angelo adorante, quello sul lato opposto è andato perduto e reggeva il turibolo.

## Opere
Molte delle sue opere sono andate perdute o non sono state ancora catalogate.
- Altare dell'Immacolata chiesa della Natività di Maria Vergine, circa 1688 Nona, Vilminore di Scalve
- Paliotto con Sant'Anna e san Gioacchino dell'altare dell'Immacolata per la chiesa di Nona, Vilminore di Scalve
- Annunciazione altare della chiesa di Sant'Andrea, frazione Dezzolo.[11]
- Altare della Madonna del Rosario, 1690 circa, per la chiesa di San Bernardino della frazione Lizzola di Valbondione.[12]
- Bancale del presbiterio con fanciulli telamoni, 1690 circa, per la chiesa di Sant'Andrea a Dezzolo, Vilminore di Scalve
- Coro con testine d'angioletto 1690 circa, per la chiesa di Sant'Andrea a Dezzolo,  Vilminore di Scalve
- Ancona dell'altare maggiore1690 circa, del santuario di Santa Maria in Castello di Losine
- Ancona dell'altare della Vergine dell'Immacolata Concdezione 1690 circa, per la chiesa di Sant'Ambrogio di Gorzone
- San Rocco e san Sebstiano 1690 circa, per la chiesa di Santa Maria Bambina di Gorzone
- Altare della Madonna 1690 circa, per la chiesa di San Giacomo di Mazzucco
- Altare della Madonna 1690 circa, chiesa di San Giacomo, Mazzucco
- Paliotto dell'altare maggiore 1691-1692, chiesa di San Gerolamo di Cedegolo
- Madonna con Gesù Bambino 1692 circa, chiesa di San Gerolamo di Cedegolo
- San Giuseppe 1692 circa, chiesa di San Gerolamo di Cedegolo
- Armadio di sagrestia inizio XVIII secolo, chiesa della Natività di Maria Vergine di Nona di Vilminore di Scalve
- Crocifisso inizio XVIII secolo, Museo del Conventino, Bergamo
- Gesù nel tempio tra i dottori inizio XVIII secolo, Musei civici di Brescia
- Nozze di Cana inizio XVIII secolo, Museo Diocesano di Brescia,
- Inginocchiatoio inizio XVIII secolo, museo Poldi-Pezzoli di Milano
- Naufragio dei discepoli inizio XVIII secolo Palazzo Borromeo, Palazzo Borromeo dell'Isola Bella,
- Confessionale' inizio XVIII secolo, chiesa della Natività di Maria Vergine, di Nona Vilminore di Scalve,
- Buon pastore inizio XVIII secolo,  chiesa della Natività di Maria Vergine, di Nona Vilminore di Scalve,
- Testa di angioletto inizio XVIII secolo, chiesa della Natività di Maria Vergine, di Nona Vilminore di Scalve,
- Cornice inizio XVIII secolo, chiesa della Natività di Maria Vergine, di Nona Vilminore di Scalve,
- Ancona dell'altare della Madonna Addolorata, 1704, chiesa di San Martino di Capo di Ponte
- Ancona dell'altare della Madonna Addolorata primo decennio XVIII secolo, chiesa di Santa Maria Maddalena di Dezzo frazione di Azzone,
- Paliotto primo decennio del XVIII secolo, chiesa di San Giovanni Battista, Borno
- Pace con la deposizione di Cristo dalla croce datato 1710 e firmato, chiesa della Natività di Maria Vergine a Nona di Vilminore di Scalve,
- Trono prima metà del XVIII secolo chiesa della Natività di Maria Vergine a Nona di Vilminore di Scalve,
- Pulpito con telamoneprimo decennio del XVIII secolo, chiesa del Santissimo Corpo di Gesù, di Schilpario frazione Barzesto,
- Altare dei santi con le statue di sant'Antonio di Padova e sant'Antonio abate per la chiesa dei santi Filippo e Giacomo a Azzone
- Altare della Madonna del Rosario con le statue di sant'Antonio di Padona e Antonio abate secondo decennio del XVIII secolo per la chiesa della Natività di Maria Vergine a Nona di Vilminore di Scalve,
- Decollazione di San Giovanni Battista secondo decennio XVIII secolo, Castello Sforzesco civiche raccolte d'arte applicata, Milano,
- Martirio di San Bartolomeo secondo decennio XVIII secolo, Castello Sforzesco civiche raccolte d'arte applicata, Milano,
- Statue della Madonna Immacolata 1713, altare della Madonna, chiesa della Natività di Maria Vergine a Nona di Vilminore di Scalve,
- Paliotto seconda metà del XVIII secolo, chiesa della Natività di Maria Vergine a Nona di Vilminore di Scalve,
- Altare Maggiore 1714-1718, per la chiesa di Sant'Andrea di Dezzolo, frazione di Vilminore di Scalve,
- Tabernacolo con le statue di san Giovanni Battista e san Rocco secondo decennio del XVIII secolo, Chiesa di San Rocco a Pezzolo, frazione di Vilminore di Scalve
- Lesene del bancale del presbiterio seconda metà del XVIII secolo, chiesa di San Rocco a Pezzolo frazione di Vilminore di Scalve
- Paliotto dell'altare della Madonna del Rosario chiesa di San Rocco, a Pezzolo frazione di Vilminore di Scalve
- Virtù e figure allegoriche dell'ancora maggiore 1719, chiesa di Sant'Antonio a Schilpario
- Statue della cantorie 1719, chiesa di Sant'Antonio a Schilpario,
- Tabernacolo a muro 1719, chiesa di Sant'Antonio a Schilpario,
- Statua di San Domenico, di Santa Caterina da Siena, angioletti e Madonna del rosario della chiesa di Sant'Antonio a Schilpario
- Statua di San Francesco Saverio secondo decennio del XVIII secolo, altare del Transito della chiesa di Sant'Antonio a Schilpario
- Transetto per esposizione eucaristica con Dio Padre seconda metà del XVIII secolo, chiesa di San Martino a Sarnico
- Inginocchiatoio 1722, per la chiesa di San Giovanni di Telgate
- Paliotto di San Siro 1723, per la chiesa della Trasfigurazione di Breno
- Confessionale con il Figlior prodigo seconda metà del XVIII secolo per la chiesa di Sant'Alessandro di Brescia
- Martirio di San Bartolomeo conservato in collezione privata a Bergamo.

### Opere di non certa attribuzione
Altre opere sono state attribuite all'artista ma non di certa assegnazione:
- Crocifisso e sant'Antonio di Padova della chiesa di San Bernardo da Mentone di Nasolino frazione di Oltressenda Alta;
- Tabernacolo altare maggiore, della Chiesa della Natività di Maria di Nona frazione di Vilminore di Scalve;
- Altare dorato della chiesa di Sant'Antonio di Piario;
- Tribuna dell'altare maggiore,  Altare del Rosario, Altare della Madonna del Carmine Paliotto di san Domenico e santa Caterina per la chiesa di San Lorenzo a Sonico;
- Altare del Rosario della chiesa di San Bartolomeo a Temù;
- Bussola e confessionale della chiesa di San Lorenzo a Valbondione;
- Paliotto dell'altare della Madonna del Rosario a Villa Dalegno frazione di Temù;
- Paliotto dell'altare maggiore della chiesa della Santissima Trinità di Vilmaggiore frazione di Vilminore di Scalve;
- Paliotto dell'altare maggiore della chiesa di San Remigio a Vione.